# Америчка Самоа на Светском првенству у атлетици у дворани 2014.
Америчка Самоа је учествовала на Светском првенству у атлетици у дворани 2014. одржаном у Сопоту од 7. до 9. марта први пут. Репрезентацију Америчке Самое представљао је један атлетичар, који се такмичио у трци на 60 метара.,
На овом првенству Америчка Самоа није освојила ниједну медаљу али је остварен нови национални рекорд.

## Учесници
Мушкарци:
- Фареса Каписи — 60 м

## Резултати

### Мушкарци
| Атлетичар     | Дисциплина | Лични рекорд | Квалификација | Квалификација | Полуфинале           | Полуфинале           | Финале               | Финале       | Детаљи |
| Атлетичар     | Дисциплина | Лични рекорд | Резултат      | Место         | Резултат             | Место                | Резултат             | Место        | Детаљи |
| ------------- | ---------- | ------------ | ------------- | ------------- | -------------------- | -------------------- | -------------------- | ------------ | ------ |
| Фареса Каписи | 60 м       |              | 7,14 НР       | 7. у гр. 6    | Није се квалификовао | Није се квалификовао | Није се квалификовао | 38 / 43 (44) |        |